# Campeonato da Melanésia de Atletismo de 2003
O Campeonato da Melanésia de Atletismo de 2003 foi a 2ª edição da competição organizada pela Associação de Atletismo da Oceania entre os dias 25 de Abril a 27 de abril de 2003. O evento foi realizado em conjunto com o Campeonato Nacional de Atletismo de Papua Nova Guiné, no Estádio Sir Ignatius Kilage, em Lae, na Papua-Nova Guiné. Com um total de 31 provas (18 masculino e 13 feminino), teve como destaque o país anfitrião com 44 medalhas sendo 16 de ouro. 

## Medalhistas
Os vencedores das provas e seus resultados foram publicados na página da Athletics Weekly.  Resultados completos podem ser encontrados na página Athletics Papua New Guinea. 

### Masculino
| Evento                      | Ouro                                                                   | Ouro      | Prata                                                                      | Prata   | Bronze                                                                        | Bronze  |
| --------------------------- | ---------------------------------------------------------------------- | --------- | -------------------------------------------------------------------------- | ------- | ----------------------------------------------------------------------------- | ------- |
| 100 metros                  | Wagui Anau · Austrália                                                 | 10.5      | John Lum Kon · Fiji                                                        | 10.6    | Peter Pulu · Papua-Nova Guiné                                                 | 10.6    |
| 200 metros                  | Wagui Anau · Austrália                                                 | 21.2      | John Lum Kon · Fiji                                                        | 21.4    | Jeffrey Bai · Papua-Nova Guiné                                                | 21.6    |
| 400 metros                  | Waisea Finau · Fiji                                                    | 48.3      | Jeffrey Bai · Papua-Nova Guiné                                             | 48.5    | Meli Cama · Fiji                                                              | 49.6    |
| 800 metros                  | Russell Hasu · Papua-Nova Guiné                                        | 1:58.5    | Jerry Iopam · Vanuatu                                                      | 1:59.2  | Linton Mani · Ilhas Salomão                                                   | 1:59.2  |
| 1 500 metros                | Sapolai Yao · Papua-Nova Guiné                                         | 4:04.8    | Jerry Iopam · Vanuatu                                                      | 4:07.6  | Medley Laban · Papua-Nova Guiné                                               | 4:08.6  |
| 5 000 metros                | Chris Votu · Ilhas Salomão                                             | 15:33.8 , | David Kanie · Papua-Nova Guiné                                             | 15:40.8 | Sapolai Yao · Papua-Nova Guiné                                                | 15:49.2 |
| 10 000 metros               | David Kanie · Papua-Nova Guiné                                         | 32:28.7   | Chris Votu · Ilhas Salomão                                                 | 32:44.0 | Jimmy Sandy Sam · Vanuatu                                                     | 34:25.5 |
| 110 metros barreiras        | Ivan Wakit · Papua-Nova Guiné                                          | 16.0      | Ivan Mala · Papua-Nova Guiné                                               | 19.5    |                                                                               |         |
| 400 metros barreiras        | Meli Cama · Fiji                                                       | 53.8      | Ivan Wakit · Papua-Nova Guiné                                              | 54.1    | Nathan Kabilu · Papua-Nova Guiné                                              | 57.4    |
| 3.000 metros com obstáculos | Medley Laban · Papua-Nova Guiné                                        | 9:52.2    | Henry Foufaka · Ilhas Salomão                                              | 9:52.4  | David Reuben · Papua-Nova Guiné                                               | 10:29.3 |
| 4×100 metros estafetas      | Papua-Nova Guiné · Jeffrey Bai · Wally Kirika · Henry Ben · Peter Pulu | 41.4      | Fiji · Eronu Tuivanuavou · John Lum Kon · Meli Cama · Waisea Finau         | 41.8    | Ilhas Salomão · Nelson Kabitana · Francis Manioru · Wilfred Lore · Jack Iroga | 42.6    |
| 4×400 metros estafetas      | Papua-Nova Guiné · Jeffrey Bai · Ivan Wakit · Peter Pulu · Mowen Boino | 3:20.4    | Ilhas Salomão · Chris Wailasi · Fred Thegu · Linton Mani · Nelson Kabitana | 3:23.9  | Vanuatu · David Benjimen · Jansen Molisingi · Peter-Paul Enkae · Moses Kamut  | 3:26.3  |
| Salto em altura             | Sandy Katusele · Papua-Nova Guiné                                      | 1.95m     | Jack Iroga · Ilhas Salomão                                                 | 1.75m   |                                                                               |         |
| Salto em comprimento        | Eroni Tuivanuavou · Fiji                                               | 7.06m     | Sandy Katusele · Papua-Nova Guiné                                          | 6.83m   | Hendricks Tari · Vanuatu                                                      | 6.36m   |
| Salto triplo                | Sandy Katusele · Papua-Nova Guiné                                      | 14.79m w  | Hendricks Tari · Vanuatu                                                   | 12.72m  |                                                                               |         |
| Arremesso de peso           | Ezekiel Rangi · Ilhas Salomão                                          | 11.64m    | Laramie Lewis · Papua-Nova Guiné                                           | 10.46m  | Paulus Mondo · Papua-Nova Guiné                                               | 9.93m   |
| Lançamento de disco         | Ezekiel Rangi · Ilhas Salomão                                          | 37.62m    | Joe Aipe<br Papua-Nova Guiné                                               | 23.67m  | Willie Komba · Papua-Nova Guiné                                               | 20.08m  |
| Lançamento do dardo         | Ezekiel Rangi · Ilhas Salomão                                          | 53.90     | Michael Johnsly · Papua-Nova Guiné                                         | 44.43   | Paulus Mondo · Papua-Nova Guiné                                               | 37.77   |

### Feminino
| Evento                 | Ouro                                                                    | Ouro    | Prata                            | Prata  | Bronze                          | Bronze |
| ---------------------- | ----------------------------------------------------------------------- | ------- | -------------------------------- | ------ | ------------------------------- | ------ |
| 100 metros             | Litiana Miller · Fiji                                                   | 11.8    | Mae Koime · Papua-Nova Guiné     | 12.0   | Nessie Ogisi · Papua-Nova Guiné | 12.3   |
| 200 metros             | Mereoni Raluve · Fiji                                                   | 24.6    | Mae Koime · Papua-Nova Guiné     | 25.2   | Litiana Miller · Fiji           | 25.3   |
| 400 metros             | Mereoni Raluve · Fiji                                                   | 55.2    | Mae Koime · Papua-Nova Guiné     | 58.1   | Miriam Goiye · Papua-Nova Guiné | 60.7   |
| 800 metros             | Miriam Goiye · Papua-Nova Guiné                                         | 2:28.3  | Merolyn Auga · Papua-Nova Guiné  | 2:30.4 |                                 |        |
| 1 500 metros           | Miriam Goiye · Papua-Nova Guiné                                         | 5:16.9  | Jenny Gispe · Papua-Nova Guiné   | 5:51.4 |                                 |        |
| 5 000 metros           | Jenny Gispe · Papua-Nova Guiné                                          | 22:17.3 |                                  |        |                                 |        |
| 400 metros barreiras   | Mae Koime · Papua-Nova Guiné                                            | 65.8    | Ledua Baker · Fiji               | 68.0   | Banato Ibowa · Papua-Nova Guiné | 72.4   |
| 4×100 metros estafetas | Fiji · Soko Salaqiqi · Litiana Miller · Ledua Baker · Mereoni Raluve    | 47.9    | Papua-Nova Guiné · Lae Team      | 55.9   |                                 |        |
| 4×400 metros estafetas | Papua-Nova Guiné · Miriam Goiye · Tinaford Sahembo · Sharon Henry · Way | 4:19.2  |                                  |        |                                 |        |
| Salto em comprimento   | Soko Salaqiqi · Fiji                                                    | 5.17m   |                                  |        |                                 |        |
| Salto triplo           | Soko Salaqiqi · Fiji                                                    | 11.25m  |                                  |        |                                 |        |
| Lançamento de disco    | Anna Mondo · Papua-Nova Guiné                                           | 21.42m  | Miranda Kuman · Papua-Nova Guiné | 18.47m | Mana Sugoro · Papua-Nova Guiné  | 16.60m |
| Lançamento do dardo    | Anna Mondo · Papua-Nova Guiné                                           | 28.83m  |                                  |        |                                 |        |

## Quadro de medalhas (não oficial)
| Ordem | País             | Medalha de ouro | Medalha de prata | Medalha de bronze | Total |
| ----- | ---------------- | --------------- | ---------------- | ----------------- | ----- |
| 1     | Papua-Nova Guiné | 16              | 15               | 13                | 44    |
| 2     | Fiji             | 9               | 4                | 2                 | 15    |
| 3     | Ilhas Salomão    | 4               | 4                | 2                 | 10    |
| 4     | Austrália        | 2               | 0                | 0                 | 2     |
| 5     | Vanuatu          | 0               | 3                | 3                 | 6     |
| Total | Total            | 31              | 26               | 20                | 77    |